# Tureborg

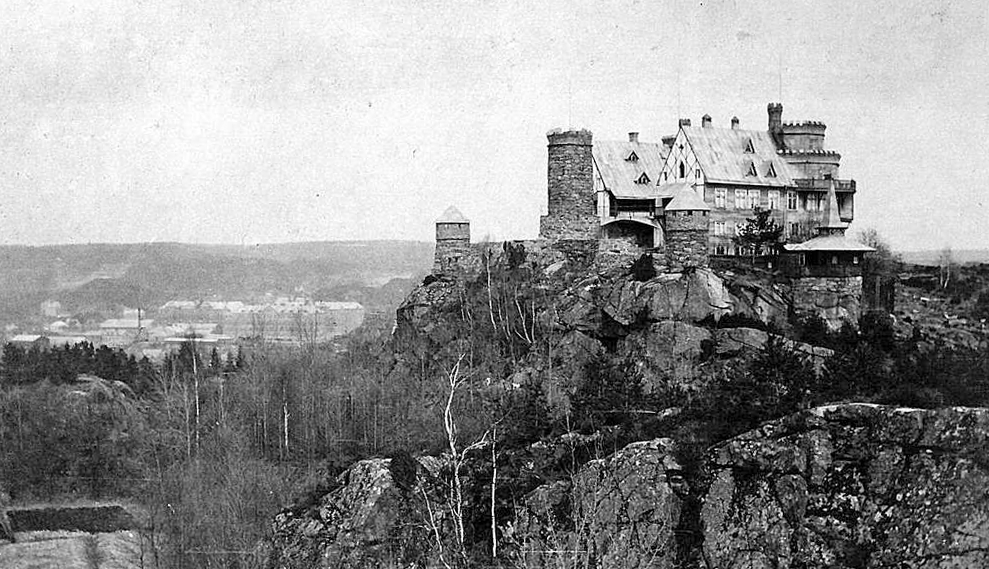
Tureborgen, ca. 1920. Fotograf okänd.

Tureborg är en stadsdel i sydöstra Uddevalla. Tureborg ligger intill Bäveån, nära stadsdelen Äsperöd. I stadsdelen finns en pizzeria, ett områdeskontor för bostadsbolaget Uddevallahem och före detta fritidsgården Tureborg. Stadsdelen är döpt efter Tureborgen, en borg byggd i medeltida stil åren 1899–1912 av Ture Malmgren, och ligger nedanför bergstoppen där borgruinen finns.
Den 26 januari 2012 invigdes en mötesplatslokal på Tureborg genom att invigningsbandet klipptes av gemensamt av kommunfullmäktigeledamöterna Kjell Grönlund (mp), Marie Henriksen (kd), Elving Andersson (c), Christer Hasslebäck (m) och kommunalrådet Essam El-Naggar (fp) Områdesutvecklare Anya Wrigman och medarbetaren Åse Hermansson sköter Mötesplats Tureborg.